# Arbitrarietà
In linguistica l'arbitrarietà è una delle caratteristiche del segno linguistico. Si parla di arbitrarietà (in contrapposizione all'iconicità) in quanto gli elementi del segno linguistico non sono naturalmente "motivati" ma dipendono da una (tacita) convenzione tra i parlanti di una lingua.
L'arbitrarietà si ha tanto sul piano dell'espressione (il significante) quanto su quello del contenuto (il significato).
In questo senso quindi il significato generico del termine "arbitrario", come sinonimo di immotivato, convenzionale, opaco (contrario: motivato, trasparente) viene riferito al linguaggio come sua caratteristica essenziale.
L'arbitrarietà sin qui definita può essere intesa come "assoluta" poiché lo stesso De Saussure introduce la nozione di una arbitrarietà relativa nel senso che vi sono strutture linguistiche che hanno una qualche motivazione relativa che si evidenzia in certi termini composti da elementi ben identificati come ad esempio copricapo, portachiavi ecc.

## Le due arbitrarietà
La linguistica successivamente allo studio di Saussure ha identificato due forme di arbitrarietà:
- verticale è quella secondo la quale è arbitrario (o convenzionale) il rapporto fra significante e significato di un segno linguistico, ossia non esiste tra loro nessun legame logico, ontologico o naturale. Ad esempio nella parola italiana "mare" non c'è niente che possa richiamare l'idea del mare nella sua realtà di forma, colori ecc. tant'è vero che in altre lingue vengono usati nomi diversi per lo stesso significato (per es.: "sea" in inglese)
- orizzontale indica che è arbitrario il rapporto tra forma e sostanza del significato come pure tra la forma e la sostanza del significante. Ogni lingua infatti rappresenta in modo esclusivo, con una determinata struttura, gli oggetti d'esperienza[3]. Noi possiamo erroneamente pensare che il termine italiano "vitello" trovi la sua corrispondenza nel termine inglese "calf", che indica il vitello come animale vivo. Ma se noi intendessimo riferirci alla carne di vitello come cibo dovremmo usare un termine del tutto diverso, "veal".[4]

## Limitazioni dell'arbitrarietà
A un primo livello appare evidente che, a parte le onomatopee o altri casi di fonosimbolismo, il legame tra significante e significato non si basa su alcun dato naturale e necessario. Non vi è alcun motivo intrinseco che spinga ad associare a un dato significato (per esempio "cane") un dato significante (infatti l'italiano associa a questo significato il significante cane, l'inglese il significante dog, il berbero aydi, e così via). E, viceversa, un significante cane può essere associato in lingue diverse a significati diversi (per esempio "cane" in italiano ma "canta!" in latino).
Si parla di arbitrarietà anche per quanto riguarda la scelta del significato di ogni segno linguistico (da non confondere con il referente, che è un dato extralinguistico). Ogni lingua segmenta la realtà extralinguistica a suo piacimento, in maniera indipendente. Tipico esempio di questo si ha nella nomenclatura dei colori. Vi sono, ad esempio, lingue in cui verde e blu vengono considerati un colore unico, altre in cui oltre al tipo di pigmentazione è importante specificare la brillantezza (in latino questo aspetto distingueva le coppie albus/ater "bianco"/"nero" e candidus/niger  "bianco smagliante"/"nero corvino"). Se non esistesse questo tipo di arbitrarietà, se cioè i significati fossero un dato naturale che non dipende dalle singole lingue, sarebbe molto semplice tradurre da una lingua all'altra semplicemente sostituendo i significanti (come delle etichette) a dei significati standard. I risultati deludenti che spesso danno i traduttori automatici basati su questo principio sono una prova evidente di questo fatto.